# فيل جاغيلكا
فيل جاغيلكا (بالإنجليزية: Phil Jagielka)‏ (مواليد 17 أغسطس 1982 في سال - إنجلترا) لاعب كرة قدم إنجليزي يلعب حاليًا لصالح نادي الدرجة الممتازة إيفرتون الإنجليزي منذ 2007 في مركز قلب الدفاع كما يجيد اللعب في مركز الظهير الأيمن.

## روابط خارجية
- فيل جاغيلكا على موقع الاتحاد الدولي (مؤرشف)  (الإنجليزية)
- فيل جاغيلكا على موقع الاتحاد الأوربي (الإنجليزية)
- فيل جاغيلكا على موقع قاعدة بيانات كرة القدم.إي يو (الإنجليزية)
- فيل جاغيلكا على موقع ليكيب (الفرنسية)
- فيل جاغيلكا على موقع ناشيونال فوتبول تيمز (الإنجليزية)
- فيل جاغيلكا على موقع Soccerbase.com (لاعب) (الإنجليزية)
- فيل جاغيلكا على موقع Soccerway.com (الإنجليزية)
- فيل جاغيلكا على موقع عالم كرة القدم.نت (الإنجليزية)
- فيل جاغيلكا على موقع كووورة
- فيل جاغيلكا على موقع AS.com (الإسبانية)